# Force India VJM10
Force India VJM10 byl závodní vůz Formule 1 navržený a zkonstruovaný společností Force India, aby mohl závodit v sezóně 2017. Vůz řídili Sergio Pérez a Esteban Ocon, který se k týmu připojili poté, co tým na konci sezóny 2016 opustil Nico Hülkenberg. Svůj závodní debut si odbyl při Grand Prix Austrálie 2017.

## Shrnutí sezóny
Zpočátku, během předsezónních testů, se tým potýkal s nadváhou vozu a byl zapojen do těsné bitvy ve středu pole, které se dále účastnily týmy Toro Rosso, Haas, Renault a Williams. V prvních 5 závodech však oba jezdci zaznamenali dvojnásobný počet bodů oproti předchozí sezóně. To zahrnovalo i působivých 22 bodů při Grand Prix Španělska, kde Pérez a Ocon skončili na 4. a 5. místě. Další závod v Monaku však ukončil bodovou sérii týmu poté, co se Pérez dostal do kontaktu s Carlosem Sainzem Jr. a Ocon dostal defekt, ačkoli Pérez dokázal zajet nejrychlejší kolo závodu, tak tým si neodvezl z víkendu ani bod. Při dalším závodě v Kanadě se týmu podařilo vrátit k dvojnásobnému bodování. V Ázerbájdžánu se však oba jezdci srazili, když bojovali o možné vítězství. To způsobilo Pérezovi poškození předního levého zavěšení a ztrátu předního křídla a nakonec ze závodu odstoupil. Ocon přežil i s defektem a po červené vlajce se dostal na 6. místo. Ocon získal body v následujících deseti závodech, přičemž jeho odstoupení při Grand Prix Brazílie zastavilo jeho sérii dvanácti bodovaných umístění v řadě. Force India skončila na 4. místě v poháru konstruktérů již druhý rok po sobě, ale získala více bodů než v sezóně 2016, a to 187, což znamená, že body ze sezóny 2017 jsou nejvyšší v historii týmu.

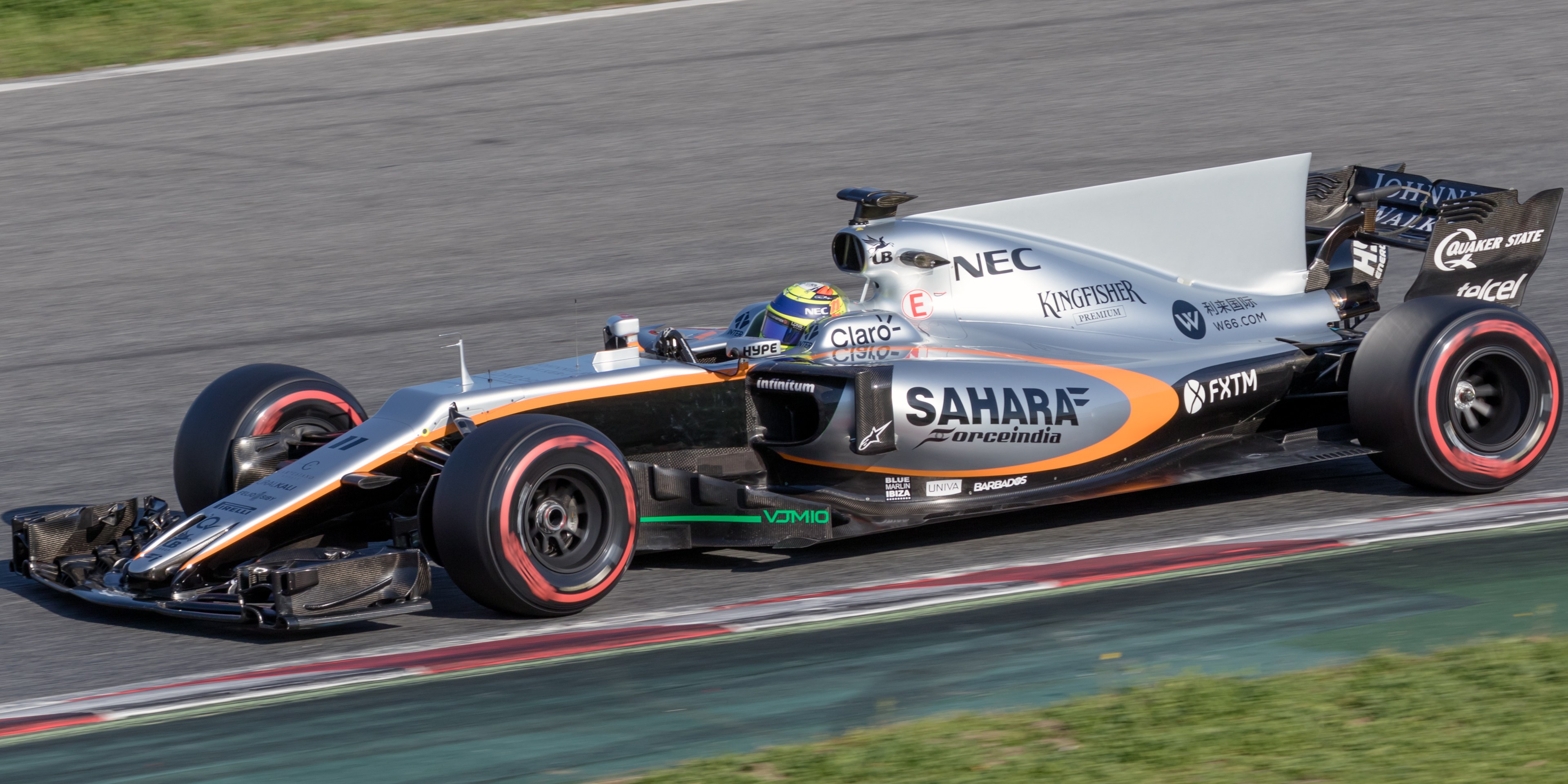
Sergio Pérez během předsezónních testů v předsezónním zbarvení.

## Kompletní výsledky ve Formuli 1
| Legenda k tabulce | Legenda k tabulce                                                                       |
| Barva             | Výsledek                                                                                |
| ----------------- | --------------------------------------------------------------------------------------- |
| Zlatá             | Vítěz                                                                                   |
| Stříbrná          | 2. místo                                                                                |
| Bronzová          | 3. místo                                                                                |
| Zelená            | Bodované umístění                                                                       |
| Modrá             | Nebodované umístění                                                                     |
| Modrá             | Dokončil neklasifikován (NC)                                                            |
| Fialová           | Odstoupil (Ret)                                                                         |
| Červená           | Nekvalifikoval se (DNQ)                                                                 |
| Červená           | Nepředkvalifikoval se (DNPQ)                                                            |
| Černá             | Diskvalifikován (DSQ)                                                                   |
| Bílá              | Nestartoval (DNS)                                                                       |
| Bílá              | Závod zrušen (C)                                                                        |
| Světle modrá      | Pouze trénoval (PO)                                                                     |
| Světle modrá      | Páteční testovací jezdec (TD)                                                           |
| Bez barvy         | Netrénoval (DNP)                                                                        |
| Bez barvy         | Vyřazen (EX)                                                                            |
| Bez barvy         | Nepřijel (DNA)                                                                          |
| Bez barvy         | Odvolal účast (WD)                                                                      |
| Bez barvy         | Nezúčastnil se (prázdné)                                                                |
| Označení          | Význam                                                                                  |
| Tučnost           | Pole position                                                                           |
| Kurzíva           | Nejrychlejší kolo                                                                       |
| †                 | Jezdec nedojel do cíle, ale byl klasifikován, protože odjel více než 90 % délky závodu. |
| ‡                 | Byl udělován poloviční počet bodů, protože bylo odjeto méně než 75 % délky závodu.      |
| Horní index       | Umístění bodujících jezdců ve sprintu                                                   |

| Rok  | Tým         | Motor                  | Pneumatiky | Jezdci       | 1   | 2   | 3   | 4   | 5   | 6   | 7   | 8   | 9   | 10  | 11  | 12  | 13  | 14  | 15  | 16  | 17  | 18  | 19  | 20  | Body | Umístění |
| ---- | ----------- | ---------------------- | ---------- | ------------ | --- | --- | --- | --- | --- | --- | --- | --- | --- | --- | --- | --- | --- | --- | --- | --- | --- | --- | --- | --- | ---- | -------- |
| 2017 | Force India | Mercedes M08 EQ Power+ | P          |              | AUS | CHN | BHR | RUS | ESP | MON | CAN | AZE | AUT | GBR | HUN | BEL | ITA | SIN | MAL | JPN | USA | MEX | BRA | ABU | 187  | 4. místo |
| 2017 | Force India | Mercedes M08 EQ Power+ | P          | Esteban Ocon | 10  | 10  | 10  | 7   | 5   | 12  | 6   | 6   | 8   | 8   | 9   | 9   | 6   | 10  | 10  | 6   | 6   | 5   | Ret | 8   | 187  | 4. místo |
| 2017 | Force India | Mercedes M08 EQ Power+ | P          | Sergio Pérez | 7   | 9   | 7   | 6   | 4   | 13  | 5   | Ret | 7   | 9   | 8   | 17† | 9   | 5   | 6   | 7   | 8   | 7   | 9   | 7   | 187  | 4. místo |